# Curdled
Curdled (br: Eles Matam e Nós Limpamos) é um filme estadunidense de 1996, do gênero Comédia e Suspense, escrito por Reb Braddock e John Maass e dirigido por Reb Braddock.
O filme é estrelado por Angela Jones como um imigrante  colombiano que faz um trabalho de limpeza da cena do crime e descobre evidências de um local serial killer apelidado de "assassino de sangue azul" por ter como alvo socialites. O filme é um remake de um curta-metragem de 1991 com o mesmo nome, também dirigido por Braddock e estrelado por Angela Jones.

## Sinopse
Eles Matam e Nós Limpamos é uma Comédia de Humor Negro sobre uma imigrante colombiana que trabalha limpando cenas de crimes, e acaba descobrindo uma evidência de um Serial Killer local, conhecido como “Sangue Azul” por seus alvos serem socialites. O filme é um remake de um curta de 1991, dirigido por Reb Braddock e estrelado por Angela Jones (Esmeralda Villalobos em Pulp Fiction - Tempo de violência). George Clooney e Quentin Tarantino também aparecem no filme como os irmãos Gecko (De Um Drink no Inferno) em uma fotografia sendo procurados no noticiário ficcional Miami D.O.A.